# ニュースいちばん星
ニュースいちばん星（ニュースいちばんぼし）は、NHK福岡放送局で2007年度に放送されていた地域情報番組（ニュース番組）。

## 概要
2007年4月2日放送開始。前身は『情報ワイド福岡いちばん星』18時台のニュースパート。「情報ワイド-」は、それまで別々になっていた夕方の情報番組とニュースを統合したものであったが、NHKの経営改革のあおりを受け2007年3月で終了。3年ぶりに再分離、ニュース番組として再出発したものである。しかし、“福岡の夕方の顔”であった山下信が2度目の東京単身赴任となったこともあり、わずか1年で幕を閉じる結果となった。
タイトルが残った理由としては、『情報ワイド』が民放と激しい戦いを繰り広げ生き残ってきたことと、ニュースパートはその前の時間帯に比べ休日以外滅多に休止されることが無かったためとみられる。
なお、NHK北九州放送局は、引き続き『NEWSシャトル北九州』を放送。この番組は、1997年度にスタートしており、開始からまる10年を超えた長寿番組となっていたが、こちらも打ち切りとなった。

## 放送時間
平日 18:10 - 18:58.55
- 一部コーナーが福岡以外の九州・沖縄各局でも放送された。ただし、各局で自県のニュースを優先させる必要がある場合は当該局では放送されないほか、ブロック対象の重大な事件が発生した場合は、ブロック枠を前半で放送し、残りが各局放送となるなど、福岡局以外での放送枠は北九州局を含めて流動的であった。従って、この番組はあくまでも「福岡局エリアのローカルニュース」が基本である。
- 祝日は休止し、18:45-18:58.55の枠で通常スタイルのニュースが放送された。
- なお、臨時ニュースなど特別の事情により、短縮・休止となることがあった。

## 出演

### メインキャスター
- 山下信アナウンサー
- 守本奈実アナウンサー

### リポーター
- 石橋雅子（前は高松局契約キャスター）

### スポーツ関係
- 山内孝徳（元南海ホークス投手、福岡ソフトバンクホークス情報コメンテーター）
- 刈屋富士雄アナウンサー（大相撲福岡県出身力士情報）

### 気象情報
- 吉竹顕彰（日本気象協会九州地区支配人管轄組織所属気象予報士）

### 代理出演者
- 井原陽介（福岡局アナウンサー。山下夏休みの代理担当）
- 比留間亮司（上に同じ）
- 渡邊佐和子（熊本局アナウンサー。守本の代打として2007年9月10日からの2週間を担当）